# Sjarhej Boryk
Sjarhej Boryk (belarussisch Сяргей Борык, russisch Сергей Борик Sergei Borik; * 1977 in Slonim, Weißrussischen SSR) ist ein ehemaliger belarussischer Billardspieler, der in der Billardvariante Russisches Billard antritt.
Er wurde 2003 EM-Dritter in der Disziplin Freie Pyramide.

## Karriere
Anfang der 2000er-Jahre nahm Sjarhej Boryk zweimal an der Europameisterschaft teil. Während er 2002 die Runde der letzten 32 erreichte und dem späteren Europameister Wladimir Petuschkow unterlag, zog er ein Jahr später in Kiew unter anderem durch Siege gegen Stanislaw Petriw und Oleksandr Palamar ins Halbfinale ein, in dem er sich dem Litauer Sergey Ermakov mit 1:5 geschlagen geben musste.
Nachdem er 2004 beim Balkanpokal und beim Asian Cup in der Vorrunde ausgeschieden war, nahm Boryk 2005 an vier Europacupturnieren teil, wobei er sein bestes Ergebnis beim Auftaktturnier in Minsk erzielte, als er die Runde der letzten 64 erreichte und dort gegen Jaroslaw Wynokur (0:4) verlor. Nach einem Jahr Pause spielte er 2007 erneut zweimal auf dem Europacup, kam jedoch nicht über die Vorrunde hinaus.
Fünf Jahre später schied Boryk 2012 bei der belarussischen Meisterschaft in der Kombinierten Pyramide in der Vorrunde aus und beendete anschließend seine Karriere.